# セルビア電力産業公社

ロゴマーク

セルビア電力産業公社（EPS:Elektroprivreda Srbije / ЕПС:Електропривреда Србије） は、セルビア共和国最大の電力・エネルギー企業である。企業規模としては、セルビア国内最大のセルビア石油産業に次ぐ。
企業形態は国有企業である。

## 概要

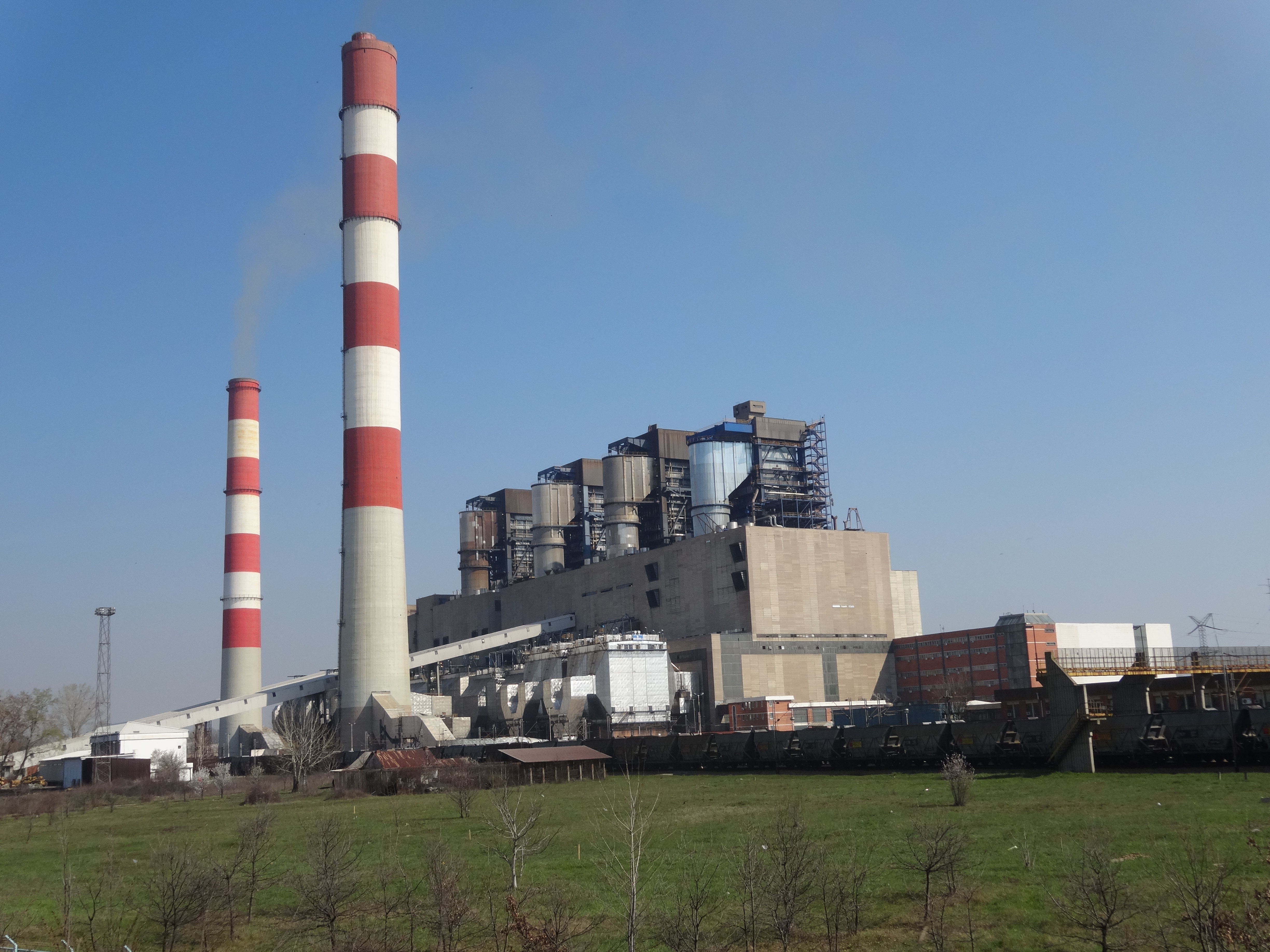
ニコラ・テスラA 火力発電所

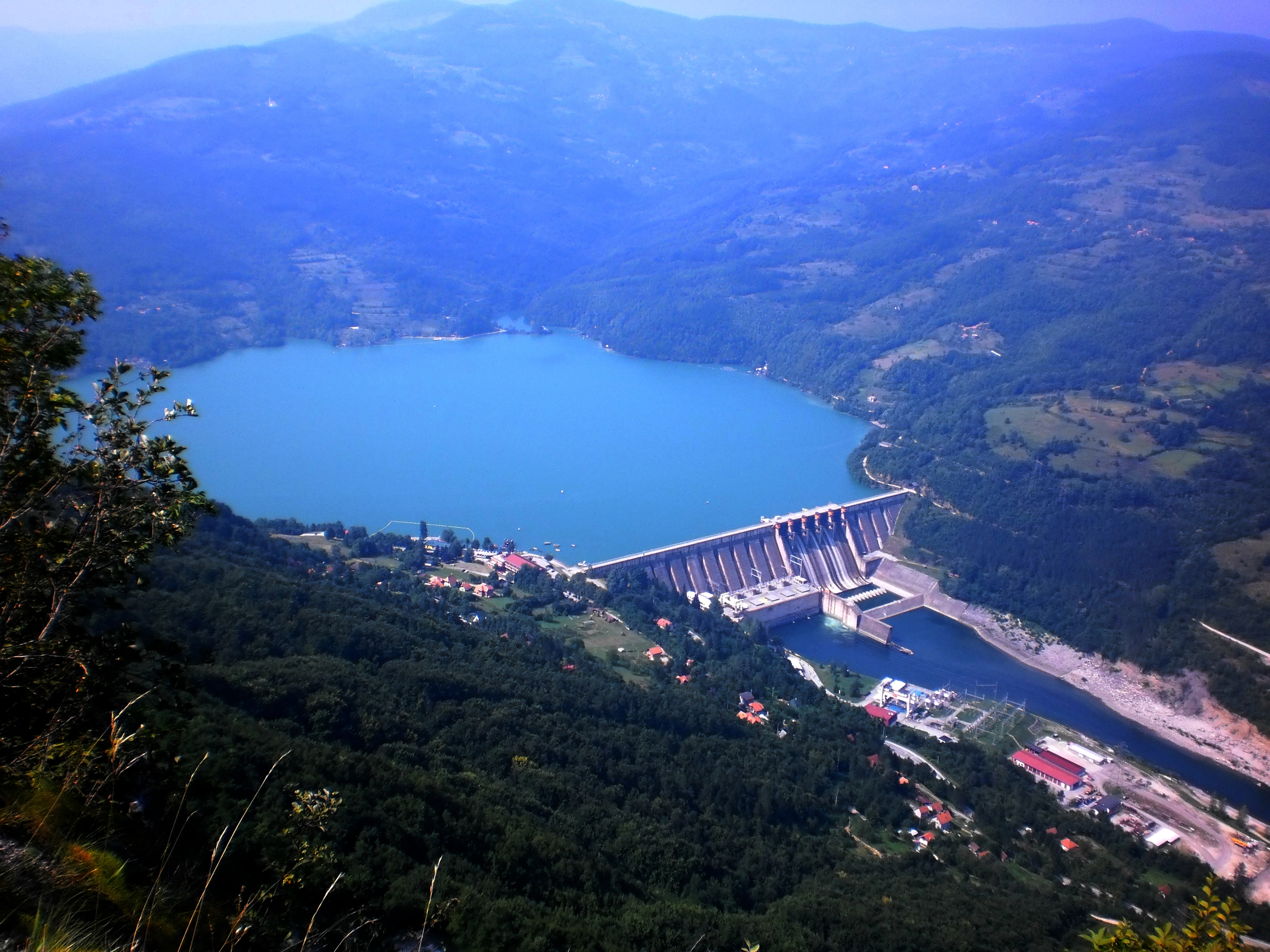
バイナ・バシュタ揚水水力発電所（下部貯水池）

グループ全体で8,355MWの発電能力を有し、年間に38.9TWhの電力を発電している。
発電能力のうち5,171 MWは石炭（褐炭）火力発電、353MWはガス及び石油火力熱電併給発電、2,831MWは水力発電による。
セルビア最大の石炭（褐炭）採掘事業者でもあり、コルバラ地方（en:Kolubara）及びコストラツ地方（en:Kostolac）で年間37百万t 内外の褐炭を生産している。また、炭鉱から火力発電所への燃料炭輸送のため、大規模な専用鉄道を保有・運行している。 
本社所在地はベオグラード。

### おもな発電所
- コルバラ火力発電所（130MW）
- ニコラ・テスラA 火力発電所（1,649MW）[1]
- ニコラ・テスラB 火力発電所（1,160MW）
- TPPコストラツA 火力発電所（281MW）[2]
- TPPコストラツB 火力発電所（640MW）[2]
- ジェルダップⅠ 水力発電所（1,086MW）
- ジェルダップⅡ 水力発電所（270MW）
- バイナ・バシュタ揚水水力発電所（614MW）[3]

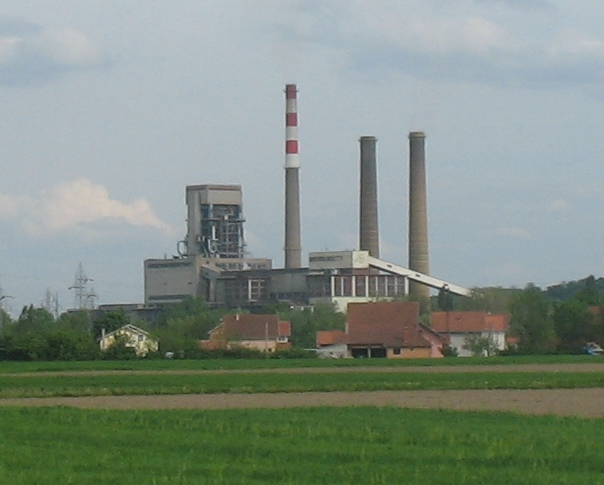
コルバラ火力発電所
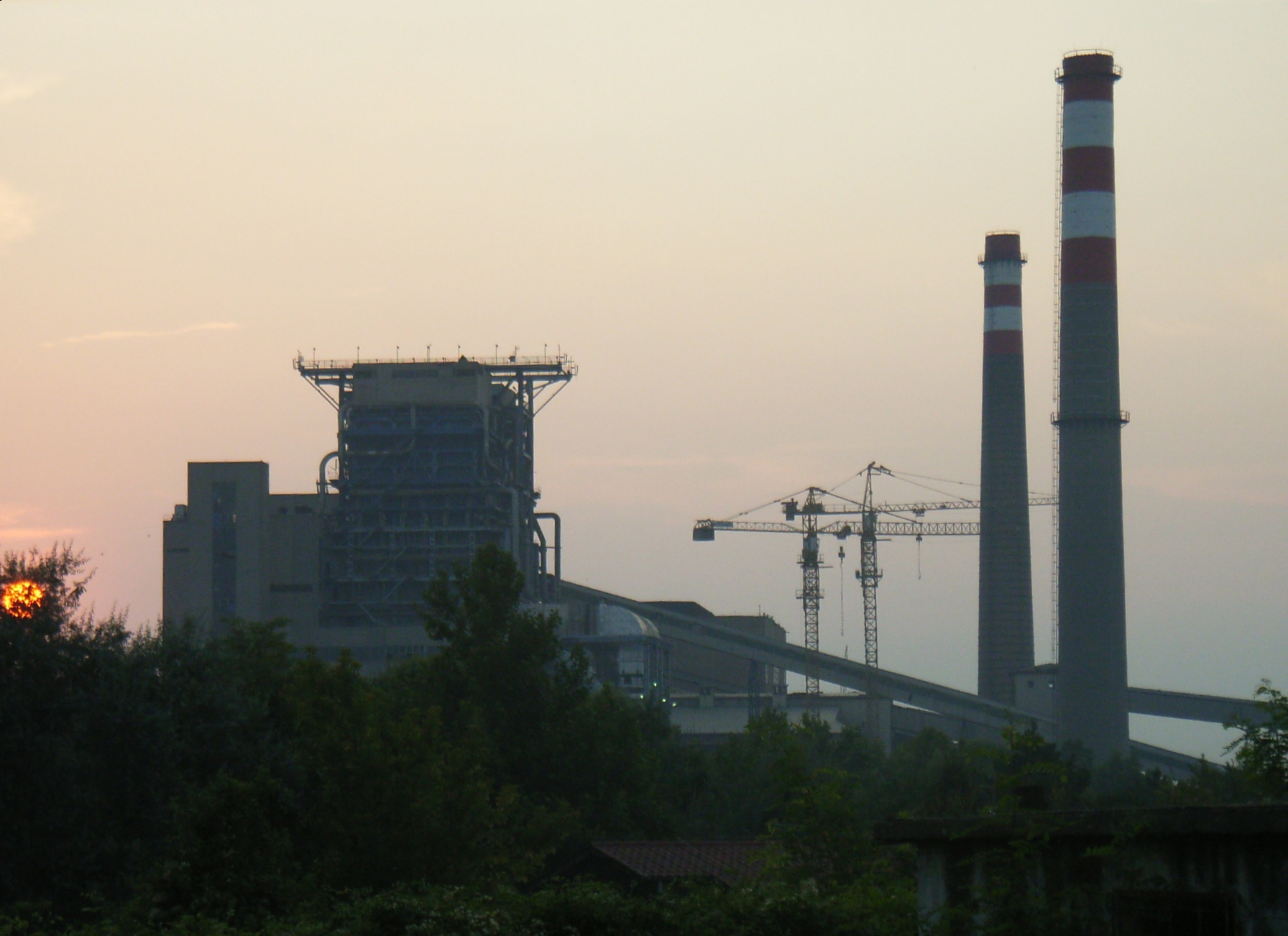
TPPコストラツA 火力発電所
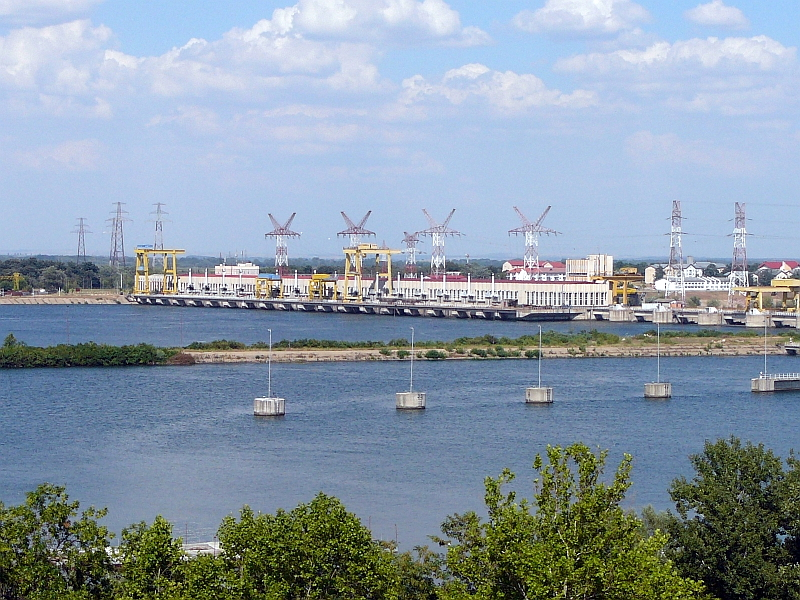
ジェルダップⅡ 水力発電所

### 専用鉄道
燃料炭を採掘する炭鉱からサヴァ川右岸地域の火力発電所へ燃料炭を輸送するため、総延長100kmを超える規模の専用鉄道を保有・運行している。標準軌で、交流電化（25KV・50Hz）されており、セルビア鉄道と同形の電気機関車を使用している。この専用鉄道は、コルバラ郡の炭鉱とニコラ・テスラA・B火力発電所（ベオグラード市オブレノヴァツ区）を結ぶほか、ブレオツィ（Vreoci）でセルビア鉄道ベオグラード＝バール線にも接続している。

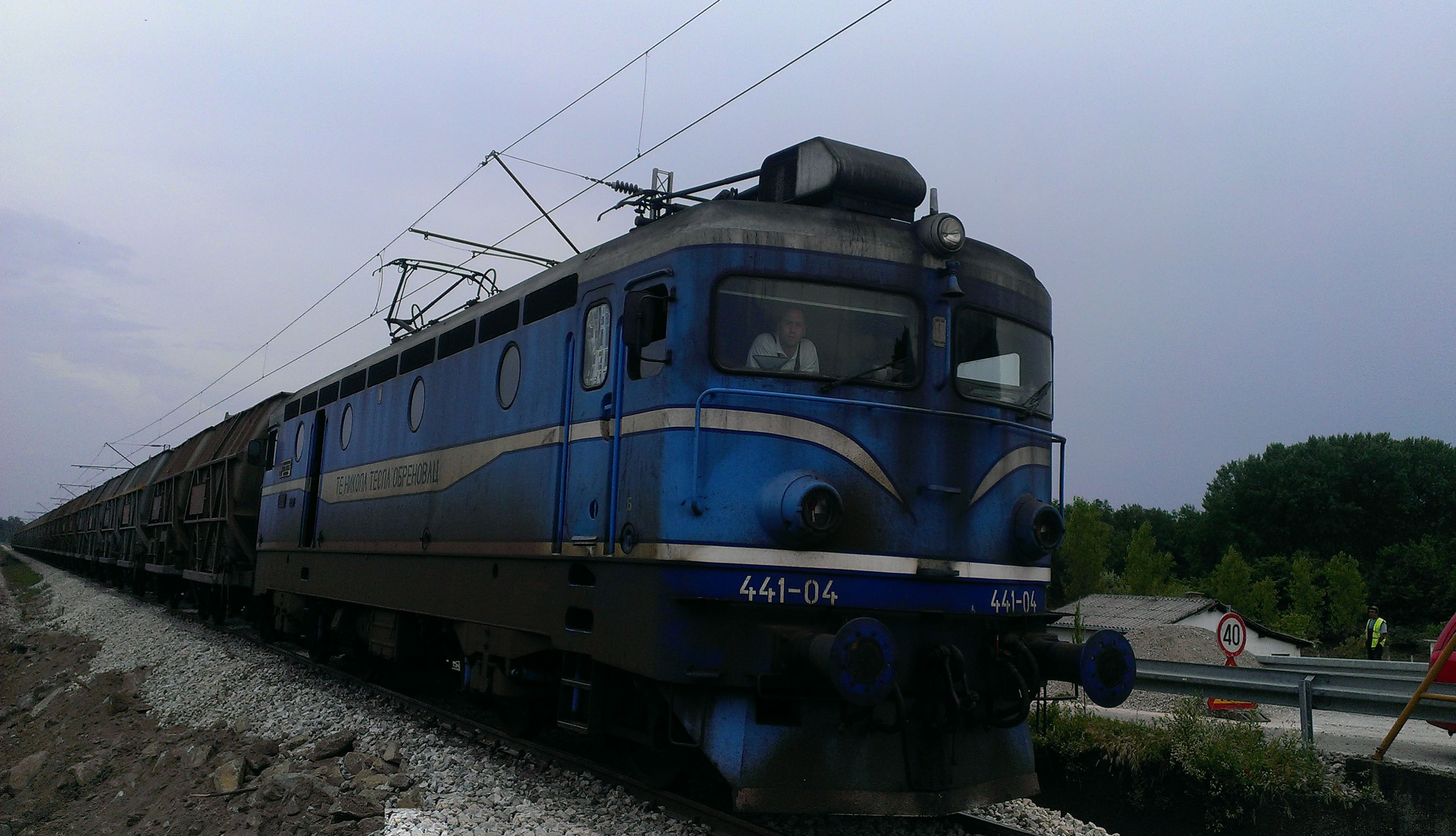
441系電気機関車牽引の運炭列車
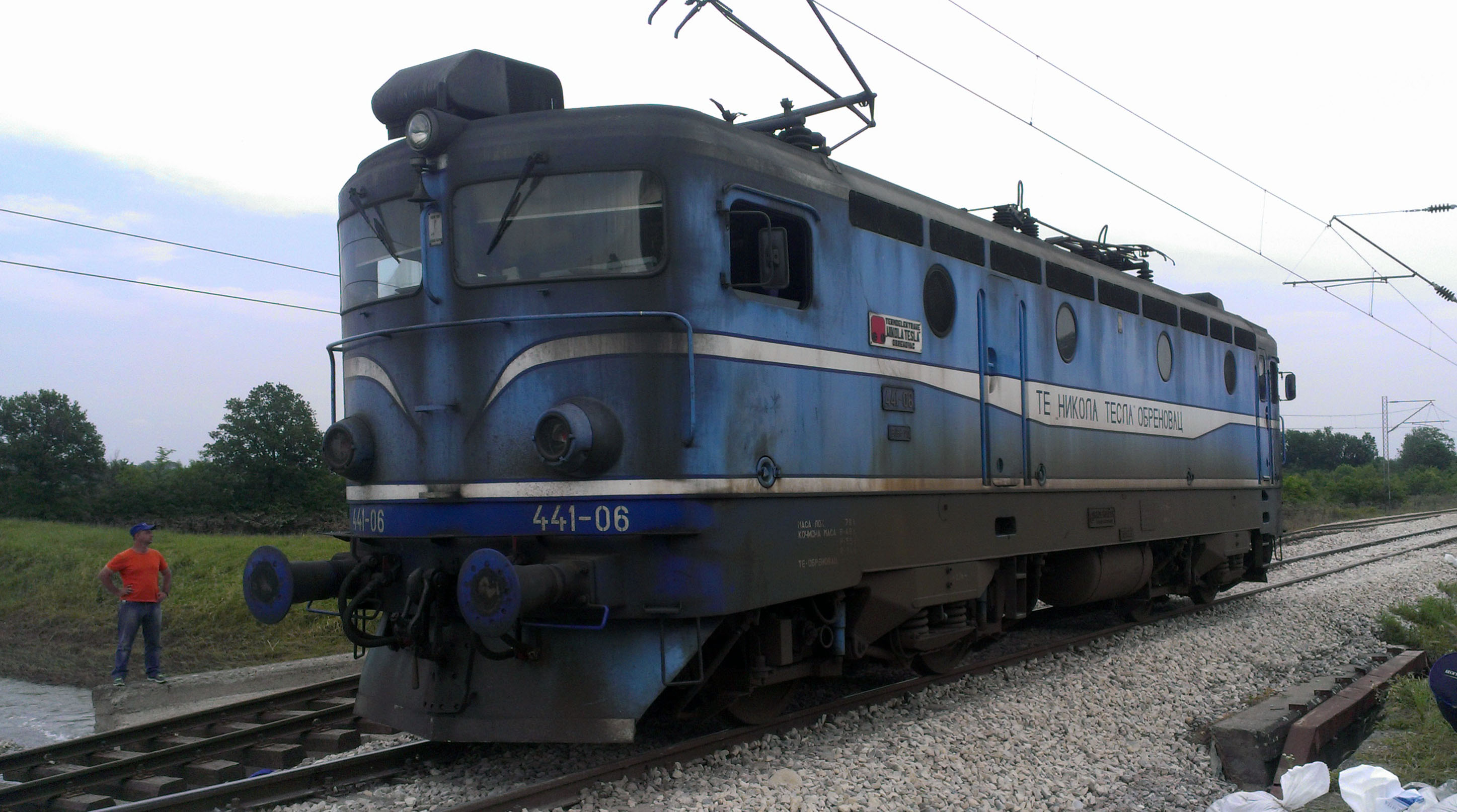
441系電気機関車
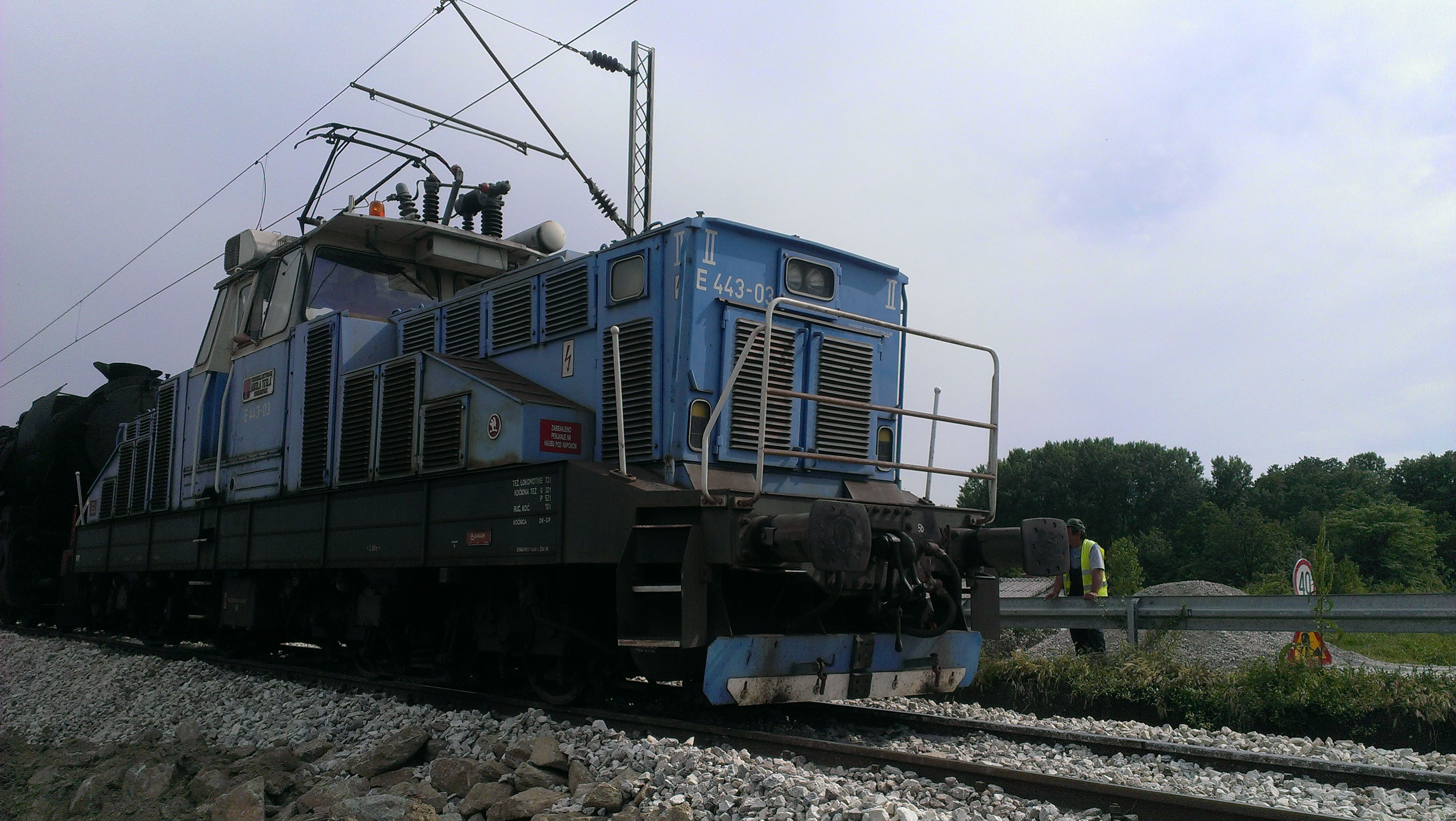
443系電気機関車